# Tibellus maritimus
Tibellus maritimus là một loài nhện trong họ Philodromidae.
Loài này thuộc chi Tibellus. Tibellus maritimus được miêu tả năm 1875 bởi Menge.